# Marcel Vercammen

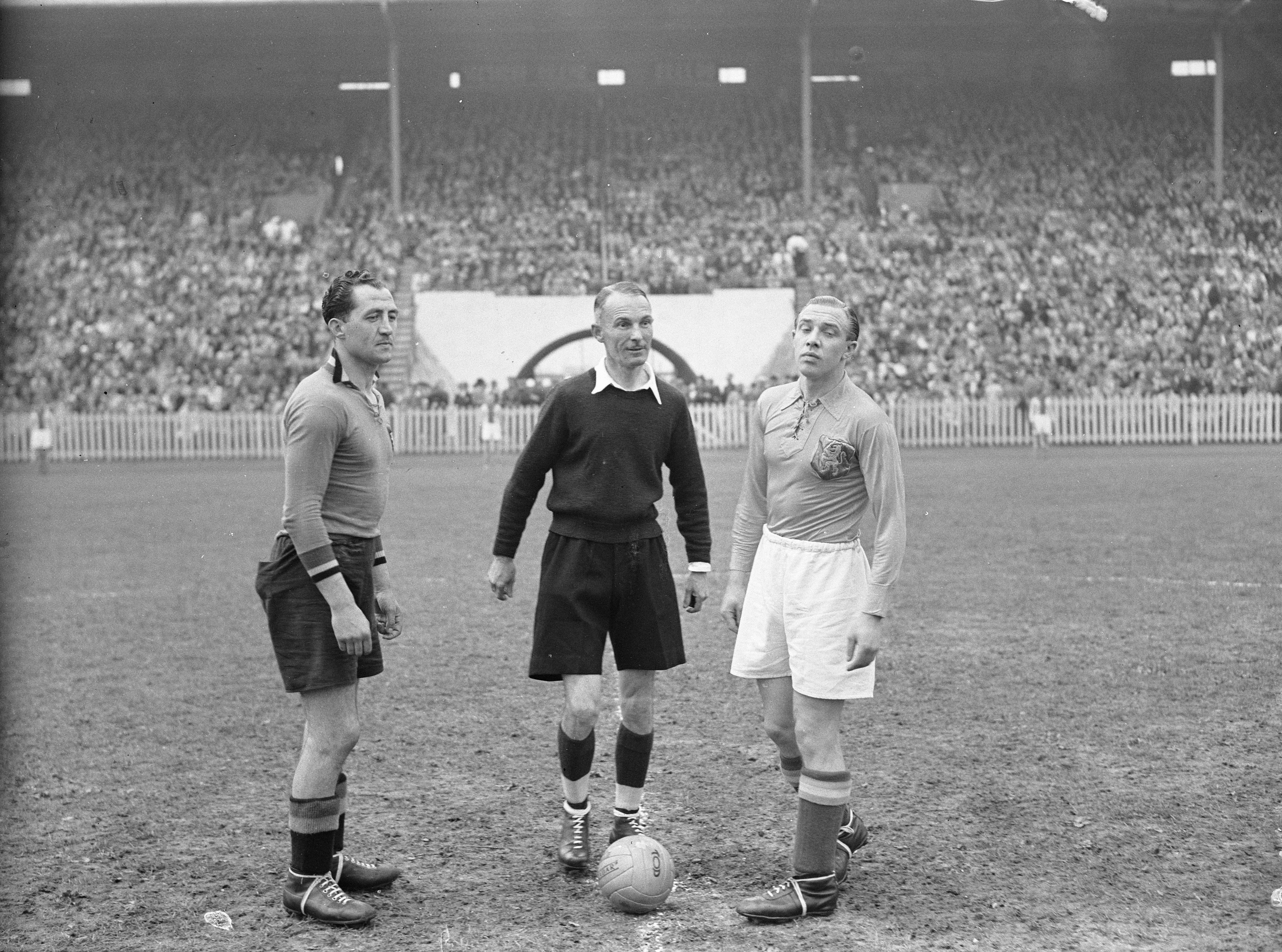
Marcel Vercammen (links) bij een interland in 1947

Marcel Vercammen (Lier, 29 januari 1918 - Diest,19 mei 1981) was een Belgisch voetballer die speelde als middenvelder. Hij voetbalde in de eerste klasse bij K. Lyra en speelde zeven interlandwedstrijden met het Belgisch voetbalelftal. Als voetbaltrainer bracht hij KFC Diest van de vierde naar de eerste klasse en verloor hij de finale van de Beker van België.

## Loopbaan

### Als speler
Vercammen debuteerde in 1936 als centerhalf in het eerste elftal van toenmalig eersteklasser K. Lyra en verwierf er al snel een vaste basisplaats. Lyra bleef in de eerste klasse tot in 1938 en degradeerde naar de tweede. Tijdens de Tweede Wereldoorlog speelde Lyra nog in het seizoen 1943-1944 in de eerste en keerde daarna terug naar de hoogste afdeling in 1946. De ploeg eindigde er steeds in de middenmoot tot in 1950 toen de degradatie naar de tweede klasse niet meer ontweken kon worden. In totaal speelde Vercammen 183 wedstrijden in de eerste klasse, maar hij kon hierbij nooit scoren.
Tussen 1944 en 1947 werd Vercammen negen maal geselecteerd voor het Belgisch voetbalelftal. Hij speelde in totaal zeven wedstrijden maar kwam nooit tot scoren. 
Na de degradatie van Lyra in 1950 trok Vercammen naar derdeklasser SV Waregem en werd er speler-trainer. De ploeg eindigde respectievelijk op de vierde en de achtste plaats. In 1952 werd de Belgische voetbalcompetitie volledig hervormd door de creatie van een vierde klasse. Ondanks een achtste plaats diende Waregem te degraderen naar Vierde. Vercammen stopte als speler en legde zich volledig toe op het trainerschap.

### Als trainer
In zijn eerste seizoen als trainer eindigde Waregem op de tweede plaats en werd de promotie nipt gemist. Het volgende seizoen was het wel raak en kon de kampioenstitel gevierd worden.
Ondanks het succes trok Vercammen in 1954 naar KFC Diest, dat op dat moment net gepromoveerd was vanuit het Belgisch provinciaal voetbal naar de vierde klasse. Hij bleef er tien jaar actief en bracht de ploeg van de vierde naar de eerste klasse met kampioenstitels in 1956 in de vierde, in 1957 in de derde en in 1961 in de tweede klasse. Ook in de eerste klasse ging het steeds in stijgende lijn. 1964 werd het beste seizoen voor Vercammen en de ploeg. In de competitie werd een mooie zevende plaats behaald en de ploeg verloor de finale van de Beker van België tegen AA Gent pas na verlengingen.
In 1965 trok vierdeklasser KFC Verbroedering Geel hem aan. Vercammen bleef er twee seizoenen als trainer en behaalde er met de ploeg een 8ste en een 11de plaats.
Tussen 1971 en 1973 ging Vercammen aan de slag bij Sint-Truidense VV, dat actief was in de eerste klasse. De ploeg behaalde een 11de en een 13de plaats in de hoogste afdeling.